# Communes de la wilaya de Médéa
Pour les autres communes, voir Liste des communes d'Algérie.
Liste des communes de la Wilaya algérienne de Médéa par ordre alphabétique :
1. Aïn Boucif
2. Aïn Ouksir
3. Aissaouia
4. Aziz
5. Baata
6. Benchicao
7. Beni Slimane
8. Berrouaghia
9. Bir Ben Laabed
10. Boghar
11. Bou Aiche
12. Bouaichoune
13. Bouchrahil
14. Boughezoul
15. Bouskene
16. Chahbounia
17. Chellalet El Adhaoura
18. Cheniguel
19. Derrag
20. Deux Bassins
21. Djouab
22. Draa Essamar
23. El Azizia
24. El Guelb El Kebir
25. El Hamdania
26. El Omaria
27. El Ouinet
28. Hannacha
29. Kef Lakhdar
30. Khams Djouamaa
31. Ksar Boukhari
32. Meghraoua
33. Médéa
34. Moudjbar
35. Meftaha
36. Mezerana
37. Mihoub
38. Ouamri
39. Oued Harbil
40. Ouled Antar
41. Ouled Bouachra
42. Ouled Brahim
43. Ouled Deide
44. Ouled Hellal
45. Ouled Maaref
46. Oum El Djalil
47. Ouzera
48. Rebaia
49. Saneg
50. Sedraia
51. Seghouane
52. Si Mahdjoub
53. Sidi Damed
54. Sidi Errabia
55. Sidi Naamane
56. Sidi Zahar
57. Sidi Ziane
58. Souagui
59. Tablat
60. Tafraout
61. Tamesguida
62. Tizi Mahdi
63. Tlatet Eddouar
64. Zoubiria